# Phyllocycla vesta
Phyllocycla vesta là loài chuồn chuồn trong họ Gomphidae. Loài này được Belle mô tả khoa học đầu tiên năm 1972.